# Râul Hlibocioc
Râul Hlibocioc (în ucraineană Глибочок, transliterat: Hlibociok) este un afluent râul Siretul Mare,